# بورلی مک‌دونالد
بورلی مک‌دونالد (انگلیسی: Beverly McDonald؛ زادهٔ ۱۵ فوریهٔ ۱۹۷۰) دونده اهل جامائیکا است. از افتخارات وی میتوان به کسب مدال طلا دو ۴×۱۰۰ متر امدادی در بازی‌های المپیک تابستانی ۲۰۰۴ اشاره کرد. 